# 毕渐
畢漸（1029年—？），字之進。荊州潛江（今湖北潛江）人。
天圣七年（1029年）出生，紹聖元年（1094年）甲戌科狀元，授左宣义郎签书山南东道节度判官，历任太常寺、鸿胪寺少卿，绍圣二年（1095年）出任襄阳幕僚。元符二年（1099年）通判潭州，徙知兖州，入京任膳部員外郎，出知荆南府兼提點刑獄。晚年在荆州任上去世，卒年不詳。《宋史》无传。